# Odo lycosoides
Odo lycosoides es una especie de araña del género Odo, familia Xenoctenidae. Fue descrita científicamente por Chamberlin en 1916.
Habita en Perú.